# Otagói szkink
A otagói szkink (Oligosoma otagense) a hüllők (Reptilia) osztályába a gyíkok (Sauria) rendjébe és a vakondgyíkfélék családjába tartozó faj.

## Előfordulása
Új-Zéland déli szigetének Otago régiójának a sziklás szurdokaiban és füves foltjaiban található meg. Akár 1000 méteres tengerszint feletti magasságban is megtalálható.

## Megjelenése
Az otagói szkink más új-zélandi szkinkfajokhoz képest elég nagy, akár 30 cm hosszúra is megnőhet. Alapszíne fekete, ami sárga és zöld foltokkal van tarkítva, ez remek álcát nyújt sziklás élőhelyén a zuzmókkal tarkított sziklákon és sziklvanyúlványokon. A fiatal egyedek inkább sárga alapszínűek sötét foltokkal és rövid végtagokkal.

## Életmódja
Mint más szkinkek, az otagói szkink is mindenevő; rovarokkal, húsos gyümölcsökkel, virágszirmokkal, esetleg kisebb hüllőkkel táplálkozik.

## Szaporodása, életciklusa
Hosszú életű, a vadonban kb. 15, fogságban pedig 40 évig élhet, valamint 3-4 éves korban éri el az ivarérettséget. Sok hüllőtől eltérően az otagói szkink elevenszülő. Az anyaállat testében fejlődő embriók, rendszerint 1-3, melyek január és március között jönnek világra.

## Természetvédelmi állapota
A Természetvédelmi Világszövetség az otagói szkinket a veszélyeztetett fajok közé sorolja, mivel nagyon korlátozott az elterjedési területe és alacsony az egyedszáma.
A fajt fenyegető tényezők nagy része az antropogén tényezőkből származik. A mezőgazdaság és a bányászat idővel elfoglalta élőhelyének nagy részét, ezzel megváltoztatva a tájat és eltűntek a hüllőfaj élelemforrásai. Emellett még az ember által betelepített ragadozó emlősök is fenyegetik jövőjét. Az otagói szkink a múltban csak korlátozott mértékben volt kitéve az őshonos madarak zsákmányolásainak, ezért is nehéz megbirkóznia a házi macskákkal, házi nyulakkal, görényekkel és menyétekkel, ezenfelül az oltalom alatt álló élőhelyek növekvő hiányával.
Az antropogén fenyegetések ráteszik a lapátot az olyan természetes tényezőkre, mint az alacsony termékenység, a késői ivarérés, amik által nehéz az állománynak regenerálódnia. Ezenkívül az otagói szkink speciális élőhelyet igényel, így a populációi elszigeteltek és kicsik, ezáltal nincs lehetőség az áthelyezésre és a terjeszkedésre.
Az élőhelyének védelme, a ragadozó-biztos kerítés és a ragadozók kiirtása már régóta napirenden lévő védelmi intézkedések. 2005-ben létrehoztak egy menedzsment vizsgálatot, amely a faj populációjának helyreállításához vezetett. Az élőhelyek védelme, a ragadozók elleni védekezés és a program monitoring fő célkitűzések lettek és azóta sikeresnek bizonyulnak, mivel ennek eredményeként az otagói szkink populáció egyedszáma lassan növekszik. Jelenleg teljes védelem alatt áll az új-zélandi törvények értelmében. A Minisztérium célja, hogy további erőfeszítéseket tegyen az in situ védelem terén, de bizonyos estben lehetővé téve a fogságban való tenyésztést, amit természetvédelmi szakszervezetek és állatkertek végeztek a faj populációját gyengíthető természeti katasztrófák elleni védelem érdekében.
Egy ponton úgy becsülték, hogy a faj funkcionálisan kihalt, de a védelmi intézkedések kevésbé teszik ezt a feltevést valószínűvé, de ettől függetlenül a hüllőt továbbra is a kihalás fenyegeti.

## Fordítás
- Ez a szócikk részben vagy egészben  az   Otago skink című angol Wikipédia-szócikk fordításán alapul.  Az eredeti cikk szerkesztőit annak laptörténete sorolja fel. Ez a jelzés csupán a megfogalmazás eredetét és a szerzői jogokat jelzi, nem szolgál a cikkben szereplő információk forrásmegjelöléseként.